# Astylosternus rheophilus
Astylosternus rheophilus és una espècie de granota que viu al Camerun i, possiblement també, a Nigèria.
Està amenaçada d'extinció per la pèrdua del seu hàbitat natural.